# Cerro Chulluncani (berg i La Paz)
Cerro Chulluncani är ett berg i Bolivia.   Det ligger i departementet La Paz, i den centrala delen av landet, 300 km nordväst om huvudstaden Sucre. Toppen på Cerro Chulluncani är 4 691 meter över havet.
Terrängen runt Cerro Chulluncani är huvudsakligen kuperad, men åt nordost är den bergig. Runt Cerro Chulluncani är det ganska glesbefolkat, med 22 invånare per kvadratkilometer.. Närmaste större samhälle är Patacamaya, 12,8 km sydväst om Cerro Chulluncani. 
Trakten runt Cerro Chulluncani består i huvudsak av gräsmarker.